# 塞利乌斯·奥雷利安努斯
塞利乌斯·奥雷利安努斯（英語：Caelius Aurelianus，约活动于公元5世纪前后）。西罗马帝国最后一位医学作家，常被认为是继盖伦以后的又一位古典世界的医学家，也是仅次于塞尔苏斯的拉丁文作家。他凭借代表作《关于急性及慢性疾病》对古典医学的详细且又准确的解释而闻名。他倡导使用饮食、物理及卫生的方法治疗疾病。从而扩大了公元2世纪方法医学学派的领导人索拉努斯的影响力。

## 扩展阅读
- 本条目包含来自公有领域出版物的文本: Chisholm, Hugh (编).  (第11版). London: Cambridge University Press. 1911.